# Gustav Brauner
Gustav Brauner (16. října 1880, Tylov – 3. března 1966, Memmingen) byl český malíř.

## Život
Gustav Brauner se narodil v Tylově 16. října 1880 jako syn rolníka. Základy svého umění se učil v Bruntále. Později se učil na technické škole v Brně, ale stále více se zaměřoval právě na malování. Podařilo se mu dostat na Vídeňskou akademii, kde studoval malířství pod vedením Julia Bergera a po ukončení akademie se přestěhoval do Českých Budějovic, kde působil jako profesor kreslení na německé reálce a německém dívčím lyceu. V roce 1915 se v Českých Budějovicích oženil s Annou Radochovou, dcerou zdejšího městského úředníka. Po roce 1918 se věnoval výhradně malování. Namaloval řadu akvarelů s motivy z historického centra Českých Budějovic. V roce 1924 se odstěhoval do Uničova, kde žil a tvořil do roku 1946.
Zemřel 3. března 1966 v Bavorsku.